# Provincia Ávila
Ávila este o provincie în Spania centrală, în comunitatea autonomă Castilia-Leon. Capitala sa este Ávila.

Diviziunile Provinciei Ávila